# 李昌薫
李 昌薫（イ・チャンフン、이창훈、1890年9月11日 - 1947年4月15日）は、日本統治時代の朝鮮における朝鮮貴族、字は元善（원선）、号は小悳（소덕）。本貫は全州（全州李氏）。本籍は京畿道水原郡水原邑。
大韓帝国の軍部大臣として第二次日韓協約（乙巳条約）締結に賛成し、乙巳五賊の一人とされる李根沢の長男である。1907年12月16日、奎章閣直閣に任命され、当時は主任官4等、6品に叙位されていた。1914年6月10日には、大日本帝国政府から李根沢の嗣子として従五位に叙された。
1915年11月10日には大正大礼記念章を受け、1920年2月20日には父の子爵位を襲爵した。伯父李根澔、叔父李根湘も、朝鮮貴族の子爵であり、大日本帝国から功績を認められ、一家は皆、日本統治時代の朝鮮で豊かに生活した。
1923年から1933年まで、大陸ゴム工業株式会社に理事として勤務し、1928年9月4日に開かれた昭和天皇の即位式で朝鮮貴族総代代表として参加した。11月10日には、日本政府から昭和大礼記念章を受け、正四位に叙された。1932年から1937年にかけて、朝鮮神宮で開かれた例祭、祈年祭、明治節祭、天長節祭などに何度も出席した。
1935年から1937年まで、合資会社である野松農商（야송농상）に社員として勤務し、1939年には東洋工作（동양공작）株式会社の監査を務めた。1935年5月15日、日本政府から正四位に叙された。 1937年8月25日、同耀会に発起人として参加し、1939年1月には朝鮮儒道連合会（조선유도연합회）評議員、5月には国民精神総動員朝鮮連盟評議員を歴任した。
1939年7月31日から1944年まで朝鮮貴族会（조선귀족회）理事を務め、1940年11月から1942年まで国民総力朝鮮連盟（국민총력조선연맹）評議員を歴任した。 1940年11月10日、日本政府から紀元2600年の祝典に招待され、紀元二千六百年祝典記念章を受けた。1943年6月1日には、日本政府から従三位に叙された。
1949年、反民族行為処罰法により当然犯（당연범）として把握され、反民族行為特別調査委員会（反民特委）の調査を受けることになったが、すでに2年前の1947年に死亡していたという事実が明らかになった。当時、忠清南道公州で教師として勤務していた息子が、襲爵の有無を調査されたが、李昌勲が太平洋戦争終戦後に死亡し、爵位は襲爵されていなかったため解放された。
李昌薫の子孫は、教育界に進出して活動した。孫である兄弟が公州大学校に教授として在職し、そのうちの一人は公州大学校総長を務めた。2002年に民族正気を立てる国会議員の会が発表した親日派708人名簿と、2008年に民族問題研究所が『親日人名辞典』に収録するためにまとめた親日人名辞典収録予定者名簿のうち朝鮮貴族部門にいずれも選定され、2009年に親日反民族行為真相糾明委員会が発表した親日反民族行為705人名簿にも含まれた。

## 家族関係
- 祖父：李敏承（イ・ミンスム、이민승）
  - 伯父：李根澔（イ・グンホ、이근호）
    - 従兄弟：李東薫（イ・ドンフン、이동훈）

  - 叔父：李根湘（イ・グンサン、이근상）
    - 従兄弟：李長薫（イ・ジャンフン、이장훈）

  - 叔父：李根洪（イ・グンホン、이근홍）
  - 叔父：李根沐（イ・グンモク、이근목）
  - 父：李根澤（イ・グンテク、이근택）
    - 本人：李昌薫（イ・チャンフン、이창훈）
      - 息子：李元九（イ・ウォング、이원구）